# Attributo (araldica)
In araldica si definisce attributo qualunque termine, o insieme di termini, che serve a descrivere un modo di essere di una pezza, o di una figura, quando questa ha un aspetto diverso da quello considerato ordinario.

## Posizione, attributi e modifiche
La posizione ordinaria di una figura, o di un altro elemento dello scudo, è quella per la quale non occorre alcuna specificazione particolare e quindi, essendo assunta di default, non viene blasonata. Ad esempio la posizione ordinaria di una torre prevede la presenza di tre merli, quella di un leone è quella di essere rampante, quella di tre figure uguali è di essere disposte due (in linea orizzontale) in alto e una in basso a formare un triangolo.
Per attributo si intende allora ciò che differenzia una figura dalla sua posizione ordinaria: in posizione o in numero; in smalto o partizione; in modifica; in elemento che la carica. Gli attributi sono blasonati dopo l'elemento cui si riferiscono e comprendono, ogni volta, almeno lo smalto (salvo casi molto particolari in cui lo smalto fa parte della posizione, come per la moscatura dell'armellino).
Le modifiche di un elemento sono attributi particolari. Possono consistere nell'attribuire uno smalto particolare ad una sua parte (la lingua o gli artigli), aggiungere una parte facoltativa (una ventarola su un tetto), indicare la mancanza di una parte normalmente presente (un animale evirato o decapitato), o indicare un numero diverso di parti rispetto a quello ordinario (torre merlata di quattro pezzi, invece che i consueti tre).
Gli attributi di modifica possono essere specifici di una particolare figura (l'impennaggio di una freccia), ma più spesso sono comuni a tutta una classe di oggetti (il colore degli artigli per gli animali che ne sono muniti). In questo caso, salvo rare eccezioni, tutti gli oggetti della classe condividono gli attributi corrispondenti (tutti i quadrupedi possono essere marinati, anche se, ad esempio, non risultano esservi scoiattoli marinati).
Le modifiche si blasonano con un participio passato, derivante da un verbo che descrive l'aggiunta, o il disegno, della parte corrispondente. Questo verbo è, di norma, specifico del linguaggio araldico, un arcaismo, un neologismo costruito a partire da nome della parte o, nel caso dell'araldica italiana, una parola direttamente derivata dal linguaggio araldico francese. Un verbo che descrive l'aggiunta o la modifica di una parte può sempre essere utilizzato per indicare la  variazione dello smalto e, in questo caso, la parte è sempre delimitata da una linea che la separa dal resto della figura, anche se normalmente ne fosse priva.
Le modifiche si possono suddividere in due grandi categorie: quelle geometriche, che riguardano le linee di contorno o le estremità che separano le pezze, e le modifiche delle figure.
Quando la modifica consiste nell'aggiungere una figura secondaria, o nell'aggiungere un dettaglio facoltativo, essa è blasonata subito dopo l'elemento se e dello stesso smalto (aquila coronata d'oro, torre banderuolata d'argento), o dopo lo smalto dell'elemento in caso contrario (aquila d'argento coronata d'oro, torre d'argento banderuolata d'oro).

## Attributi degli animali
Quando una delle parti del corpo è di smalto differente, l'animale è detto alato (le ali), allumato (gli occhi), lampassato (la lingua), armato (artigli e rostri).
Un animale (reale o immaginario) può essere ingollante (cioè che inghiotte) un elemento secondario.
L'animale può essere trasformato in creatura immaginaria quando è marinato (con coda di pesce), dragonato (con la coda terminante in coda di drago, a forma di freccia), alato (con ali che normalmente non ha), mostruoso (con testa umana).
È coronato o diademato quando porta una corona o un diadema, collarinato quando porta un collare (come il cane), museruolato quando ha una museruola (come l'orso in alcuni casi), sonagliato quando porta una campanella (come il montone o la vacca).
È nato morto quando è rappresentato senza lingua, denti o artigli, disarmato se è senza artigli. È codardo se la coda rientra tra le zampe posteriori. È evirato quando rappresentato privo di organi genitali, osceno quando, invece, gli organi sessuali sono di smalto diverso.
La sola testa vista di fronte è detta rincontro.

### Attitudine
L'attitudine di un quadrupede dipende generalmente dal numero di zampe che appaiono posate sul suolo, dalla posizione del tronco e da quella della testa. Le attitudini principali sono la passante e la rampante. L'animale normalmente è rappresentato con lo sguardo volto a destra, cioè nel senso della marcia quando lo scudo è tenuto dal braccio sinistro del cavaliere. Se lo sguardo è rivolto a sinistra è detto rivoltato. Quando la sola testa è volta all'indietro si usa l'espressione con la testa rivoltata, mentre i francesi utilizzano lo specifico termine regardant.
L'animale rampante è rappresentato sostenuto da una sola della zampe posteriori, con le altre tre rivolte verso l'avanti, con il tronco e la testa verticali. Nel caso del gatto si usa il termine spaurito.
Rappresentato eretto, con le due zampe posteriori che poggiano al suolo, è saltante (quando il corpo è squilibrato in avanti), o spaventato (quando il corpo è in verticale sulle zampe). Parlando del cavallo, si dice inalberato invece che spaventato, un toro è furioso.
Quando le due zampe posteriori toccano il suolo, con il tronco orizzontale, è corrente se rappresentato al galoppo (parlando del cervo lo si dice slanciato). È passante quando una delle zampe è alzata, e arrestato o posato quando le due zampe anteriori sono diritte.
Se il treno posteriore è poggiato al suolo, mentre il tronco è ritto, è aggruppato se le zampe anteriori sono alzate, e seduto quando esse sono posate a terra.
Quando il tronco è allungato al suolo, l'animale è coricato se la testa rimane eretta (o giacente se si tratta del cervo), e dormiente quando anche la testa poggia al suolo.

### Marchi d'infamia
- Osceno: il sesso di colore diverso può indicare violenza, adulterio o altro comportamento criticabile
- Codardo: la coda tra le gambe indica codardia  leone codardo

leone codardo

- Rivoltato: gli animali araldici sono rivolti normalmente a destra ed affrontano l'avversario guardandolo; quello rivolto a sinistra simboleggia la fuga
- Diffamato: l'animale è privo di coda, cosa che suscita sarcasmo

Gli stemmi con marchi d'infamia sono rari, semplicemente perché chi li porta è poco propenso a evidenziare con immagini poco gloriose delle tare personali o ereditarie, e si sforza quindi di crearsi un nuovo stemma, detto «di sostituzione».

## Disposizioni in numero
La terza regola del blasone vuole che le figure presenti in numero abbiano gli stessi attributi, prescindendo dalla disposizione.
Le disposizioni naturali in linea di massima non si blasonano, ma possono essere indicate in caso di dubbio.
Gli elementi presenti in numero sono generalmente raggruppati in modo regolare, in file o in quinconce, sempre rispettando la forma generale dello scudo che è nel complesso rettangolare, più alto che largo, o triangolare con la punta in basso. Quando questi elementi caricano una pezza onorevole, sono normalmente allineati secondo l'asse naturale della pezza.
Le disposizioni particolari sono blasonate col nome delle pezze onorevoli di uguale disegno (in palo, in fascia, in banda, in sbarra, in croce, in scaglione, in pergola, in decusse), o indicando dall'alto in basso quanti elementi sono riuniti su ciascuna linea («posti tre, due uno»).
Due elementi sono normalmente disposti fianco a fianco (in fascia) se sono più larghi che alti, sovrapposti (in palo) nel caso contrario.
Tre elementi sono normalmente «posti due, uno», a meno che non siano molto larghi o molto alti.
Così, nella Francia moderna (d'azzurro, a tre gigli d'oro), le figure sono poste due, uno; nel capo detto di Francia, invece, sono allineati lungo l'asse del capo, senza che vi sia bisogno di precisare nulla in un caso e nell'altro.

## Modifiche delle linee di partizione
Le forme particolari delle linee (merlata, potenziata, …) possono sostituire qualunque linea diritta che compare sullo scudo (con la sola esclusione del contorno esterno dello scudo stesso). Si possono applicare al bordo delle pezze (fascia, palo, …) o ai bordi delle partizioni (troncato, fasciato, …).
Quando una pezza onorevole allungata è definita di due smalti, la si considera implicitamente divisa in due da una linea di partizione nel senso della lunghezza. Se tale linea di partizione presenta un motivo che la modifica, questo motivo può estendersi a tutta la larghezza della pezza: «D'argento alla fascia ondata di rosso e d'oro».
Quando il bordo di una pezza allungata è modificato, risultano modificati contemporaneamente entrambi i bordi (salvo che per il merlato). Nel caso più generale, i motivi sono in fase, con le punte e le creste allineate. Quando sono invece in alternanza di fase, si parla di contro-motivo: «D'argento alla fascia  controspinata di rosso».
Alcuni motivi sono abbastanza semplici (ondato, dentato, …) perché si possa considerare che l'elemento ne è interessato nel suo insieme. È il caso di pezze allungate strette (o che figurano in ripartizioni), quando lo spessore della pezza diventa inferiore del passo del motivo. In questo caso le punte di un bordo fronteggiano le creste dell'altro: «D'argento alla fascia ondata di rosso».

## Classi di attributi
A seconda degli aspetti che vengono modificati è possibile distinguere diverse classi di attributi:
- attributi di azione
- attributi di modifica
- attributi di smalto
- attributi di posizione
- attributi di forma geometrica